# ロクロノ頭
 ロクロノ頭（ろくろのかしら）は、新潟県南魚沼市滝谷と南魚沼郡湯沢町に位置する巻機山対岸の山で、標高1,292.4メートルである。

## 登山ルート
- 旭原～ロクロの頭まで約3時間。
- 西谷後入口・林道西谷後線～登川～ロクロ沢～ロクロノ頭まで、約3時間[1]。

## 周辺の山々
- 威守松山・割引岳・巻機山・米子頭山・柄沢山・檜倉山・大烏帽子山・朝日岳
- 高平ノ頭・無黒山・姥見ノ頭

## 河川
- 西谷後川
- 登川

## アクセス
- 湯沢町旭原
  - 車:関越自動車道湯沢インターチェンジより、約20分。タクシーでは越後湯沢駅から約30分。
  - バス:上越新幹線越後湯沢駅東口から南越後観光バスで、湯沢～湯沢学園～プールオーロラ～岩原～小坂～谷後～旭原～大源太線で旭原バス停まで約25分[2]。
- 南魚沼市清水西谷後
  - 車:関越自動車道塩沢石打インターチェンジより、新潟県道28号塩沢大和線・国道291号を林道西谷後線・ロクロ沢駐車場（残雪期:西谷後バス停）まで、車で約40分。タクシーでは上越線六日町駅から約30分。
  - バス:南越後観光バスで六日町駅から沢口・清水行（1日3本）で、西谷後バス停まで約30分[3]。林道西谷後線・ロクロ沢堰堤まで徒歩約40分。